# Az alvilág professzora
Az alvilág professzora 1969-ben bemutatott fekete–fehér magyar krimi.
A krimi cselekményének középpontjában egy gyerekrablás és egy rablógyilkosság áll, amelyeket bűnözői életmódjukkal felhagyni vágyó elkövetők egy titokzatos szőke nő zsarolásának hatására hajtanak végre. A rendőrség Gálffy alezredes (Latinovits Zoltán) és Zelk (Sinkovits Imre) vezetésével tárja fel a bűnügyek részleteit és a két eset közötti kapcsolatot.
Az alvilág professzora azon kevés hatvanas évekbeli magyar bűnügyi film közé sorolható, melyeket klasszikus kriminek nevezhetünk, azonban még ebben is szerepet játszanak a szocialista kultúrpolitika által elvárt propagandisztikus ideológiai jegyek (többek között az, hogy magánnyomozó helyett testület nyomoz, illetve a bűnöző nyugati kapcsolatainak hangsúlyozása). A filmben a kor népszerű és elismert színészei játszották még a mellékszerepeket is.

## Cselekmény
|  | Alább a cselekmény részletei következnek! |

A börtönből szabaduló Szépfiúval egy rejtélyes szőke nő veszi fel a kapcsolatot, aki megbízza, hogy juttasson el egy csomagot Bécsbe. Ezután a nő ahhoz a hotelhez hajt, amelyben Lohmann nyugatnémet milliomos megszállt. Egy telefonfülkéből felhívja a portát, hogy hívják a telefonhoz Lohmann szeretőjét, Vajda Ilonát, aki éppen távozni készül a férfi kisfiával. Ilona megkéri a mellette parkoló taxist, hogy vigyázzon a Mercedes autóban hagyott fiúra, amíg ő telefonál, a férfi azonban a szőke nő megbízottja, így elrabolja a gyermeket.
Azonnal kihívják a rendőrséget, azonban mielőtt Gálffy rendőr alezredes beszélni tudna Lohmann-nal, a milliomos zsaroló levelet kap, így arra kéri a rendőröket, hogy ne nyomozzanak az ügyben. Gálffy visszahívja a rendőröket, akik közben megtalálták a lopott taxit. Beosztottját, Erzsikét pedig utasítja, hogy inkognitóban maradjon a szállodában, hogy jelenteni tudjon Lohmannról. Lohmann felhívatja ügyvédjét, Wesselyt, hogy az Ilonának vásárolt, Kléber által kiválasztott 30 000 dollár értékű egyedi ékszert egyenesen a Mátyás-templomhoz vigye.
Gálffy a rendőrségen Zelk lopott taxiról adott jelentése alapján négy átkutatandó helyet jelöl ki Budapesten, ahol a kisfiú lehet. A hotelből autóval távozó Lohmannt Csiszár nyomozó, az ötös csoport vezetője követi, aki csoportja rendőreit civil ruhában a Mátyás-templomhoz küldi. Wessely átadja Lohmann-nak az ékszert, a német férfi pedig egy kukába dobja azt, amit szemmel tartanak az „utcazenész” civil ruhás rendőrök. Ezalatt a Kelemen-csoport behatol abba a villába, ahová a kisfiút vitték. A budai várban egy bokszerkutya elszalad az ékszerrel. Ezután napokra megtorpan a nyomozás.
A következő bűneset ekkor történik: a műgyűjtő Thury Béla visegrádi otthonában hagyja a pénztárcáját, és bár Margitka, a buszpénztáros adna neki jegyet így is, végzetére hazamegy, ahol rablógyilkosság áldozata lesz. A pénztárosnő negyedóra múlva a férfi után szalad, közben majdnem elüti őt egy Volkswagent gyorsan hajtó szőke nő. Eközben a Béres házaspár Visegrádon tölti a nászútját, akik szállásuk társalgójában Kléberrel és egy idős házaspárral reggeli közben meghallgatják a 10.30-as Sánta kutya című krimit a rádióban.
Gálffy Zelket küldi ki Visegrádra helyszínelni, ahol többek között kiderül, hogy fél 11 körül történhetett a gyilkosság. Zelk parancsba adja, hogy gyűjtsék be a Visegrádon tartózkodó priuszosokat. Gálffy kihallgatja Béres Ferencet, akit két éve lopásért tartóztattak le, majd Klébert hallgatja ki, akit szintén bevittek, mivel a szállodában tartózkodott. Kiderül, hogy Kléber ismerte Thury Bélát, mégpedig azáltal a szobor által, amit elloptak tőle. Thury Béla arra gyanakodott, hogy az ószerestől vásárolt szobor egy 15. századi lengyel szobrász munkája, ezért felkérte Klébert, hogy vizsgálja meg, a műértő azonban azt nyilatkozza, hogy a szobor nem értékes. Rövidesen Gálffy telefonon megtudja Wesselytől, hogy a szobor rendkívül értékes. Ezalatt Csiszár és Zelk átkutatják a szállodát, ahol kiderül, hogy a rádió nem is működik, és találnak Béres szobájában egy magnót, benne a krimi felvételével. A gyanútlanul hazatérő Bérest letartóztatják gyilkosságért. Gálffy kihallgatása során Kléber bevallja, tudja, hogy a szobor körülbelül 20 000 angol fontot ér, de állítása szerint azért akarta megszerezni, hogy az Iparművészeti Múzeumnak adja. Gálffy épp letartóztatná, amikor Zelk megjelenik Béressel.
Gálffy újra kihallgatja Bérest, aki elmondja, hogy a börtönből való szabadulása után egyből felkereste egy nő, aki mindent tudott róla, és zsarolással vette rá a rablás elkövetésére. Szépfiú és a taxis gyerekrabló is kézre kerül, és segítségükkel azonosítják a szőke parókás nőt. Gálffy felkeresi az immár barna hajú Margót, egy gazdag professzor feleségét, akivel Gálffynak korábban volt ügye, melyről a nő férje nem tud. Kiderül, hogy ezzel tudta zsarolni megbízója, aki nem más, mint Wessely, a bűntettek elkövetőinek volt ügyvédje. Gálffy ötlete az, hogy Margó „bedrótozva” fegyverrel zsarolja meg Wesselyt, mégpedig az ékszert követelje tőle. Wessely mialatt átadja az ékszert, kiveri Margó kezéből a fegyvert. Ekkor törnek rájuk Gálffyék, akikre Wessely a pisztollyal rálő, de mint kiderül, abbann vaktöltények voltak, így sértetlenül tartóztatják le az „alvilág professzorát".
|  | Itt a vége a cselekmény részletezésének! |

## Szereplők
- Gálffy alezredes – Latinovits Zoltán
- Zelk – Sinkovits Imre
- Margó – Domján Edit
- Wessely, ügyvéd – Kállai Ferenc
- Kléber, műértő – Szakáts Miklós
- Lohmann, nyugatnémet milliomos – Inke László
- Vajda Ilona, Lohmann kitartottja – Moór Marianna
- Béres Ferenc – Koncz Gábor
- Béresné – Esztergályos Cecília
- Szépfiú – Huszti Péter
- Csiszár nyomozó – Sztankay István
- Nózi nyomozó – Szilágyi István
- Erzsike – Sunyovszky Szilvia
- Üdülő asszony – Pártos Erzsi
- Üdülő férfi – Siménfalvy Sándor
- Thury Béla, műgyűjtő – Szabó Imre
- Margitka, buszpénztáros – Gombos Katalin
- Szállodaigazgató – Zentay Ferenc
- Pénzverde-igazgató – Velenczey István
- Öreg jampec – Máriáss József
- Örömlány – Jobba Gabi
- Nyomozó – Szersén Gyula
- Nyomozó – Kézdy György
- Rendőrtiszt – Hankó Elemér